# Aéroport international Sky Harbor de Phoenix
Pour les articles homonymes, voir Aéroport de Phoenix.
L'aéroport international Sky Harbor de Phoenix (en anglais : Phoenix Sky Harbor International Airport), simplement localement Sky Harbor (code IATA : PHX • code OACI : KPHX), est un aéroport américain desservant la ville de Phoenix, dans l'État de l'Arizona aux États-Unis.
En 2019, il est le 43e aéroport mondial avec plus de 46 millions de passagers qui en font usage, se positionnant au treizième rang aux États-Unis, devant l'aéroport international de Miami et derrière l'aéroport international Liberty de Newark. Servant de plate-forme de correspondance (hub) à la compagnie American Airlines, ainsi que dans une moindre mesure (focus city) à Southwest Airlines, l'aéroport a également un usage militaire, avec les 161st Air Refueling Wing et 111th Space Operations Squadron de l'Air National Guard de l'État stationnés à la base aérienne (Sky Harbor Air National Guard Base) au sud des terminaux commerciaux.

## Situation

### Organisation

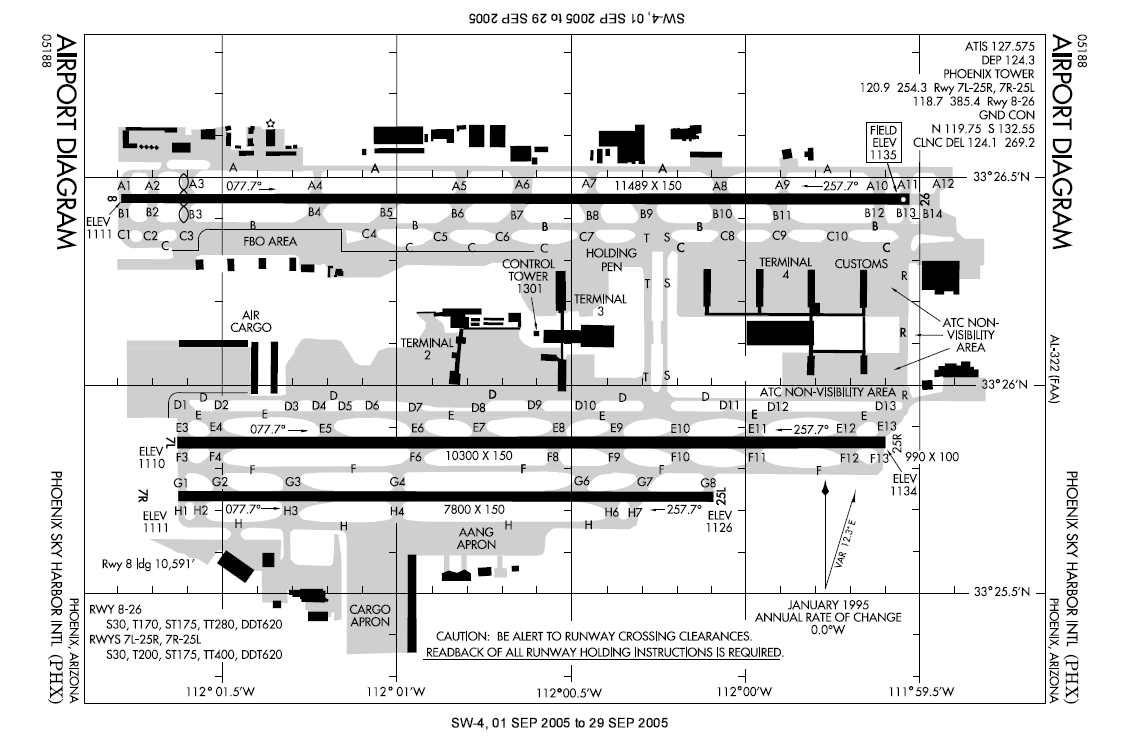
Carte de l'aéroport.

L'aéroport, localisé au sud-est de Downtown Phoenix, accueille principalement des vols intérieurs, ainsi que quelques vols internationaux vers le Canada et le Mexique, mais aussi de façon saisonnière vers l'Amérique centrale, notamment le Costa Rica. Il accueille deux liaisons intercontinentales à l'année, vers l'Europe, à destination de l'aéroport de Londres-Heathrow et de l'aéroport de Francfort-sur-le-Main, à raison respectivement d'une rotation quotidienne avec British Airways et de cinq vols par semaine avec Eurowings. La zone internationale se trouve au terminal 4, dans l'aile la plus au nord-est du terminal.
La faible importance du trafic international et la disponibilité de deux vols direct depuis l'Europe en font une bonne porte d'entrée pour visiter le Sud-Ouest des États-Unis, en particulier le Grand Canyon, Monument Valley et l'ensemble de l'Arizona, car les formalités d'immigration sont de fait assez rapides à franchir, avec un temps moyen de 13 minutes selon le site officiel AWT (Airport Wait Time), reprenant les données fournies par la Federal Aviation Administration (FAA) et la Transportation Security Administration (TSA). En 1994 ouvre l'aéroport de Phoenix-Mesa-Gateway afin d'absorber une partie du trafic intérieur alors opéré à Sky Harbor.

### Carte des 30 principaux aéroports américains
| \| 500 km1:17 479 000 \| Atlanta Los Angeles Chicago · O'Hare Chicago · Midway Dallas · Fort Worth New York · JFK Newark · Liberty New York-LaGuardia Denver San Francisco Charlotte Las Vegas Phoenix Miami Houston Seattle Orlando Minneapolis · Saint-Paul Boston Détroit Philadelphie Fort Lauderdale · Hollywood Baltimore Washington · R. Reagan Washington · Dulles Salt Lake City San Diego Honolulu Tampa Portland |
| 500 km1:17 479 000 |

## Statistiques
Le graphique qui aurait dû être présenté ici ne peut pas être affiché car il utilise l'ancienne extension Graph, désactivée pour des questions de sécurité. Des indications pour créer un nouveau graphique avec la nouvelle extension Chart sont disponibles ici.

Voir la requête brute et les sources sur Wikidata.

## Compagnies et destinations
| Compagnies           | Destinations | Refs   |
| -------------------- | --- | ------ |
| Advanced Air         | Hawthorne, CA (en), Silver City (NM) (en) | [ 1 ]  |
| Air Canada           | En saison : Calgary, Vancouver | [ 2 ]  |
| Air Canada Express   | En saison : Calgary, Vancouver | [ 2 ]  |
| Air Canada Rouge     | Toronto (Pearson) En saison : Montréal (P.-E.-Trudeau) | [ 2 ]  |
| Air France           | Paris-Charles de Gaulle |        |
| Alaska Airlines      | Everett, Portland, San Francisco , Seattle-Tacoma En saison : Anchorage-T.-Stevens | [ 4 ]  |
| American Airlines    | - Atlanta H.-Jackson, - Austin-Bergstrom, - Boise, - Boston Logan, - Burbank-Hollywood, - Cancún, - Charlotte-Douglas, - Chicago-O'Hare, - John Glenn Columbus, - Dallas-Fort Worth, - Denver, - Des Moines, - Détroit, - Honolulu, - Houston-George Bush, - Indianapolis, - Kahului, - Kona, - Lambert-Saint Louis, - Kansas City, - Las Vegas-Harry-Reid, - Līhuʻe, - Londres-Heathrow, - Los Angeles, - Los Cabos, - Mazatlán, - Memphis, - Mexico-B. Juárez, - Miami, - Milwaukee-General Mitchell, - Minneapolis-Saint-Paul, - New York-John F. Kennedy, - Newark-Liberty, - Oakland, - Oklahoma City (Will Rogers-World), - Omaha-Eppley, - Ontario, - Santa Ana-J. Wayne, - Orlando, - Philadelphie, - Pittsburgh, - Portland, - Puerto Vallarta, - Raleigh-Durham, - Reno-Tahoe, - Sacramento, - Salt Lake City, - San Antonio, - San Diego, - San Francisco, - San José (Californie), - Seattle-Tacoma, - Spokane, - Tampa, - Tucson, - Washington-Reagan En saison : - Cincinnati-Northern Kentucky, - Colorado Springs, - Fargo-Hector, - Fort Lauderdale-Hollywood, - Fresno Yosemite, - Grand Rapids-G. R. Ford, - Ixtapa/Zihuatanejo, - Jackson Hole, - La Nouvelle-Orléans-L. Armstrong, - New York-LaGuardia, - San José-J. Santamaría, - Santa Barbara (en), - Vancouver | [ 5 ]  |
| American Eagle       | - Albuquerque, - Bakersfield-Meadows Field (en), - Burbank-Hollywood, - Chihuahua-R. Fierro V, - Colorado Springs, - Dallas-Fort Worth, - Durango-Comté de La Plata (en), - Eugène, - El Paso, - Flagstaff Pulliam (en), - Fresno Yosemite, - Grand Junction (en), - Guadalajara-M. Hidalgo y Costilla, - Hermosillo, - Houston-George Bush, - Kansas City, - Long Beach, - Los Angeles, - Lubbock Preston Smith (en), - Medford (Oregon), - Memphis, - Midland, - Monterey (Californie), - Oakland, - Oklahoma City (Will Rogers-World), - Ontario, - Palm Springs, - Rapid City, - Redmond (Roberts Field) (en), - Reno-Tahoe, - Roswell (Industrial Air Center), - Sacramento, - Salt Lake City, - San Luis Obispo (en), - Santa Barbara (en), - Santa Fe, - Santa Rosa, CA, - Sioux Falls, - St. George (en), - Tucson, - Yuma (en) En saison : - Aspen, - Cedar Rapids, - Vail (comté d'Eagle), - Ixtapa/Zihuatanejo, - Madison (comté de Dane), - Manzanillo, - Mazatlán, - Montrose (en), - Wichita | [ 5 ]  |
| Boutique Air         | Cortez - Comté de Montezuma (en), Show Low (en) | [ 6 ]  |
| British Airways      | Londres-Heathrow | [ 7 ]  |
| Condor               | En saison : Francfort | [ 8 ]  |
| Contour Airlines     | Page (en) | [ 9 ]  |
| Delta Air Lines      | Atlanta H.-Jackson, Détroit, Minneapolis-Saint-Paul, New York-John F. Kennedy, Salt Lake City, Seattle-Tacoma En saison : Cincinnati-Northern Kentucky | [ 10 ] |
| Delta Connection     | Los Angeles, Salt Lake City | [ 10 ] |
| Frontier Airlines    | Chicago-O'Hare, Cleveland-Hopkins, Colorado Springs, Denver, Las Vegas-Harry-Reid, Newark-Liberty, Salt Lake City, San Diego En saison : Cincinnati-Northern Kentucky, Des Moines, Détroit, Fargo-Hector, Grand Rapids-G. R. Ford, Madison (comté de Dane), Milwaukee-General Mitchell | [ 11 ] |
| Hawaiian Airlines    | Honolulu | [ 12 ] |
| JetBlue              | Boston Logan, Fort Lauderdale-Hollywood, New York-John F. Kennedy | [ 13 ] |
| JSX                  | Burbank-Hollywood, Las Vegas-Harry-Reid, Oakland | [ 14 ] |
| Southwest Airlines   | - Albuquerque, - Atlanta H.-Jackson, - Austin-Bergstrom, - Baltimore-T. Marshall, - Boise, - Buffalo-Niagara, - Burbank-Hollywood, - Chicago-Midway, - Cleveland-Hopkins, - John Glenn Columbus, - Dallas-Love Field, - Denver, - Détroit, - El Paso, - Fort Lauderdale-Hollywood, - Houston-W. P. Hobby, - Indianapolis, - Kansas City, - Las Vegas-Harry-Reid, - Los Angeles, - Louisville-Standiford Field, - Milwaukee-General Mitchell, - Minneapolis-Saint-Paul, - Nashville, - La Nouvelle-Orléans-L. Armstrong, - Oakland, - Oklahoma City (Will Rogers-World), - Omaha-Eppley, - Ontario, - Santa Ana-J. Wayne, - Orlando, - Pittsburgh, - Portland, - Raleigh-Durham, - Reno-Tahoe, - Sacramento, - Salt Lake City, - San Antonio, - San Diego, - San Francisco, - San José (Californie), - Seattle-Tacoma, - Spokane, - Lambert-Saint Louis, - Tampa, - Tulsa (en), - Wichita En saison : - Cincinnati-Northern Kentucky, - Des Moines, - Little Rock-Clinton, - Philadelphie | "      |
| Spirit Airlines      | Dallas-Fort Worth, Seattle-Tacoma En saison : Chicago-O'Hare, Minneapolis-Saint-Paul | [ 16 ] |
| Sun Country Airlines | Minneapolis-Saint-Paul En saison : Las Vegas-Harry-Reid, Portland | [ 17 ] |
| United Airlines      | Chicago-O'Hare, Denver, Houston-George Bush, Newark-Liberty, San Francisco, Washington-Dulles En saison : Los Angeles | [ 18 ] |
| United Express       | Denver, Los Angeles, San Francisco En saison : Houston-George Bush | [ 18 ] |
| Volaris              | Culiacán, Guadalajara-M. Hidalgo y Costilla, Puerto Vallarta | [ 19 ] |
| WestJet              | Calgary En saison : Edmonton, Kelowna, Régina, Saskatoon, Toronto (Pearson), Vancouver, Winnipeg (J. A. Richardson) | [ 20 ] |

Édité le 15/01/2020